# Монье, Жорж
Жорж Монье (фр. Georges Monier; 18 февраля 1892, Андерлехт — 1974) — бельгийский композитор, чемпион летних Олимпийских игр 1920 года в Антверпене.
В 1920 году он завоевал золотую медаль в художественном конкурсе на Олимпийских играх в категории «Музыка» за произведение «Olympique» («Олимпийский»).
С 1922 член, а позже секретарь группы «Авангардные композиторы Бельгии» в Брюсселе. Совершил поездки по Европе, побывал во Франции, Италии, Австрии, Англии, Швейцарии и Германии, жил несколько лет в Париже.
Среди его работ — оперы «La Femme Fatale» и «Te Deum», кантата, музыка для хора и оркестра, а также «VIIIe Olympique de Pindare».
Был одним из основателей художественного еженедельного журнала «7 Arts» и вёл его музыкальный раздел.